# Nödlandning

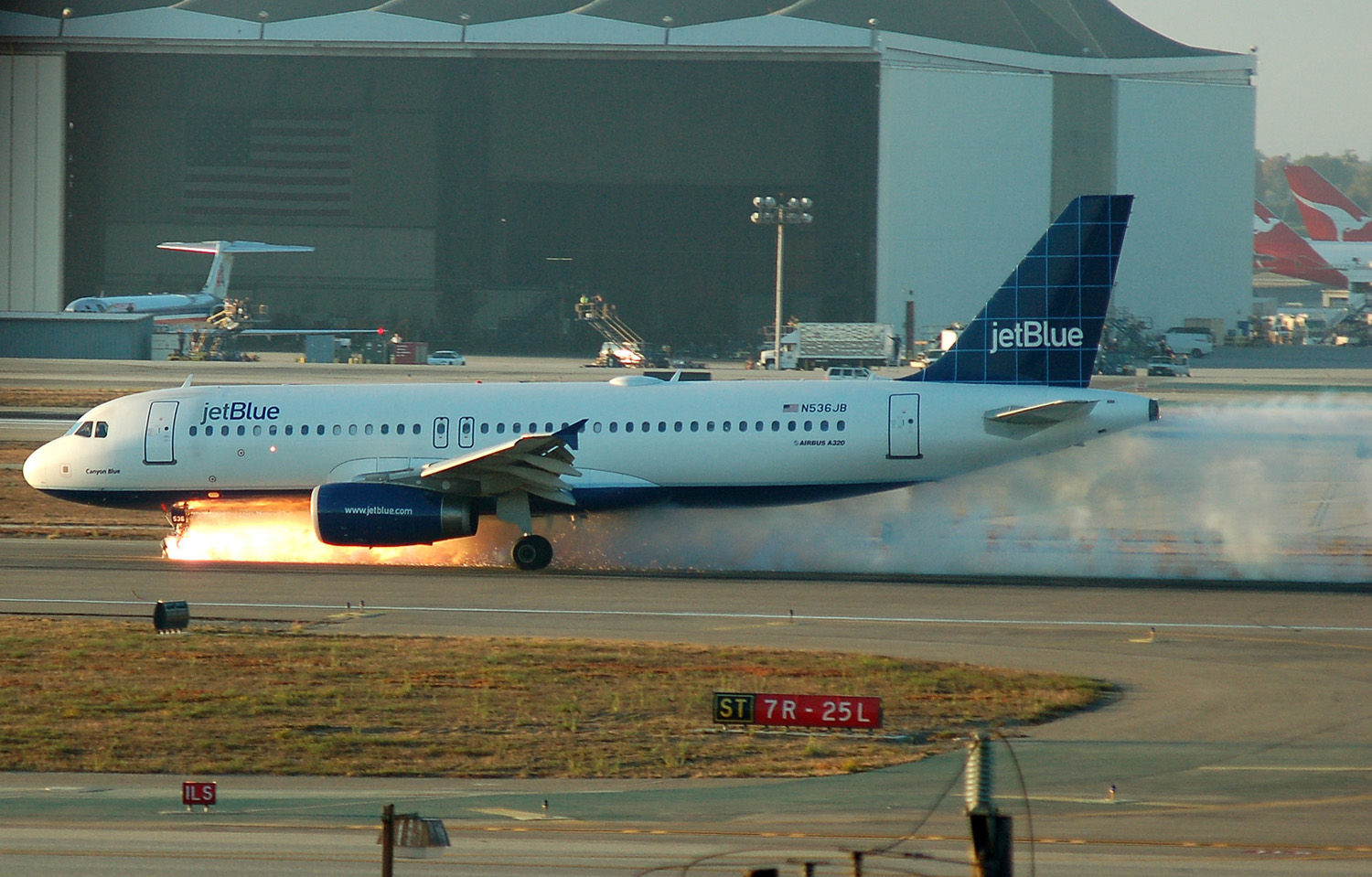
Nödlandning på flygplats

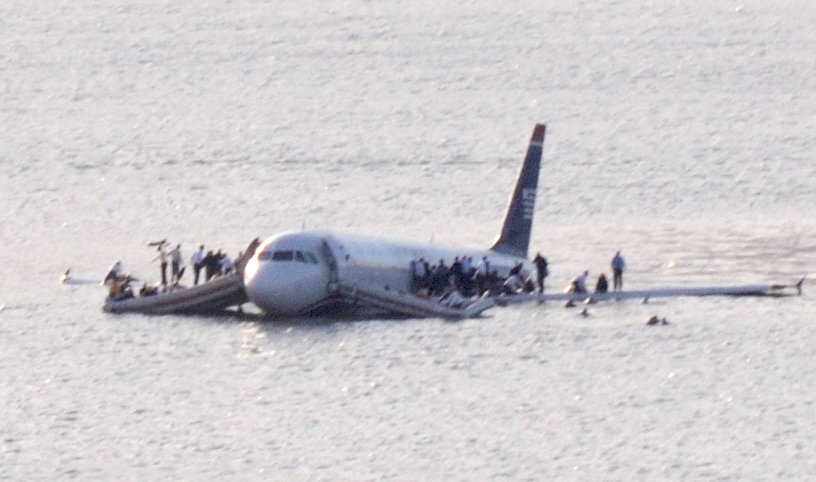
Nödlandning på vatten

Nödlandning kallas det när ett flygplan eller annan luftfarkost tvingas landa oplanerat på grund av en olycka, ett haveri eller annan nödsituation, såsom sjukdomsfall hos passagerare eller besättning ombord på farkosten.
För att nödlandningen inte ska orsaka en flygolycka bör landningen ske så snabbt som möjligt på närmaste flygplats eller på vatten. Vid nödlandning på flygplats ska piloterna snarast ta kontakt med närmaste flygledning så de kan bereda plats åt flygplanet på närmaste landningsbana.